# Де Висов вунасти пацов
Де Висов вунасти пацов (лат. Mallomys aroaensis, енгл. De Vis's woolly rat) је сисар из реда глодара и породице мишева (лат. Muridae).

## Распрострањење
Папуа Нова Гвинеја је једино познато природно станиште врсте.

## Станиште
Де Висов вунасти пацов има станиште на копну.

## Начин живота
Женка обично окоти по једно младунче. 

## Угроженост
Ова врста није угрожена, и наведена је као последња брига јер има широко распрострањење.

### Популациони тренд
Популациони тренд је за ову врсту непознат.